# Inarajan
Inarajan (em chamorro Inalåhan) é uma cidade da dependência norte-americana de Guam, localizada na Micronésia. Entre seus chefes, está o legendário Gadao.